# 陕西省西安市中级人民法院
陕西省西安市中级人民法院是中华人民共和国陕西省西安市的中级人民法院。

## 沿革
该院前身为西安市人民法院，于1949年5月28日挂牌成立。1955年2月15日，更名为西安市中级人民法院，依法独立行使审判权。

## 机构设置

### 审判机构
- 刑事审判一庭
- 刑事审判二庭
- 民事审判一庭
- 民事审判二庭
- 民事审判三庭
- 民事审判四庭
- 立案一庭
- 立案二庭
- 审判监督庭
- 行政审判庭
- 审判管理办公室
- 未成年人案件综合审判庭
- 高新技术产业开发区综合审判庭
- 执行工作局

### 其他机构
- 政治部
- 办公室
- 司法行政装备管理处
- 法警支队
- 司法技术室
- 研究室
- 监察室
- 机关党委

## 知名案例
- 西安特大杀人抢劫案
- 药家鑫案

## 对应基层人民法院
- 西安市未央区人民法院
- 西安市新城区人民法院
- 西安市碑林区人民法院
- 西安市莲湖区人民法院
- 西安市灞桥区人民法院
- 西安市雁塔区人民法院
- 西安市阎良区人民法院
- 西安市临潼区人民法院
- 西安市长安区人民法院
- 西安市高陵区人民法院
- 西安市鄠邑区人民法院
- 陕西省蓝田县人民法院
- 陕西省周至县人民法院